# NGC 2620
NGC 2620 est une vaste galaxie spirale située dans la constellation du Cancer. NGC 2620 a été découvert par l'astronome britannique William Lassell en 1863.

## Caractéristiques
Sa vitesse par rapport au fond diffus cosmologique est de 8 064 ± 17 km/s, ce qui correspond à une distance de Hubble de 118,9 ± 8,3 Mpc (∼388 millions d'al).
À ce jour, quatre mesures non basées sur le décalage vers le rouge (redshift) donnent une distance de 119,000 ± 8,246 Mpc (∼388 millions d'al), ce qui est à l'intérieur des valeurs de la distance de Hubble.
NGC 2620 présente une large raie HI. Selon la base de données Simbad, NGC 2620 est une galaxie LINER, c'est-à-dire une galaxie dont le noyau présente un spectre d'émission caractérisé par de larges raies d'atomes faiblement ionisés.